# Réunion-Franc

1 Franc von 1948

Banknote zu 100 Francs von 1947 mit dem Porträt von Gouverneur La Bourdonnais

Der Réunion-Franc (französisch Franc réunionnais) war die Währung des französischen Überseedepartements La Réunion von 1946 bis 1974. Zuvor und danach war der Französische Franc gesetzliches Zahlungsmittel.

## Geschichte
Bis 1810 wurden Mauritius und La Réunion gemeinsam von Frankreich verwaltet und beide Inseln verwendeten die Währungen Frankreichs und Französisch-Indiens. Als nach den Napoleonischen Kriegen Mauritius an Großbritannien gefallen war, verblieb La Réunion bei Frankreich. Die erste speziell für La Réunion geprägte Münze war ein 10-Centimes-Stück im Jahr 1816. Ab 1873 erschienen Banknoten, die von der Banque de La Réunion emittiert wurden und die neben französischen Banknoten zirkulierten. Außerdem waren von 1859 bis 1879 silberne 20-Kreuzer-Münzen in Umlauf, die mit Genehmigung der Behörden auf private Initiative des Großgrundbesitzers Gabriel Le Coat de Kerveguen hergestellt worden waren. Am 5. Mai 1879 erließ der Gouverneur Pierre Étienne Cuinier ein Dekret, das den Französischen Franc zum alleinigen Zahlungsmittel erklärte und die Verwendung aller anderen Währungen untersagte.
Im 20. Jahrhundert waren lokale Münzen und Banknoten besonders während der Weltkriege in Umlauf, weil die Bargeldversorgung vom Mutterland unterbrochen war.
Am 26. Dezember 1945 wurde der zur CFA-Franc-Zone gehörende Réunion-Franc geschaffen, die Einführung als Bargeld erfolgte im folgenden Jahr. Er war im Verhältnis 1:1,7 an den Französischen Franc gekoppelt. Am 17. Oktober 1948 wurde er gegenüber dem Französischen Franc auf 1:2 aufgewertet. Der 1960 erfolgten Umstellung auf den Nouveaux Franc folgte der Réunion-Franc wie alle anderen Währungen der CFA-Franc-Zone nicht, so dass 50 Réunion-Francs nun einem neuen Französischen Franc entsprachen. Am 1. Januar 1975 löste der Französische Franc den Réunion-Franc als Zahlungsmittel ab.

## Münzen und Banknoten
Münzen wurden in Stückelungen zu 1, 2, 5, 10, 20, 50 und 100 Francs geprägt. Die niedrigen Werte bis 5 Francs tragen auf der Bildseite das Porträt einer nach links blickenden Minerva mit Flügelhelm vor Handelsschiffen und auf der Wertseite stilisierte Zuckerrohrpflanzen. Die höheren Werte haben eine Wertseite mit dem Wappen Réunions. Banknoten wurden ab 1947 in den Wertstufen 5, 10, 20, 50, 100, 500, 1.000 und 5.000 Francs ausgegeben. 1964 erschienen anstelle der Banknoten bis 100 Francs Münzen und neue Banknoten für die höheren Werte bis 5.000 Francs. Ab 1966 wurde auf einer neuen Banknotenserie auch der Wert in Nouveaux Francs des Mutterlandes aufgedruckt.
Alle Banknoten wurden bis 1959 von der Caisse Centrale de la France d’Outre-mer, danach von der Nachfolgeeinrichtung Institut d’émission des départements d’Outre-mer (IEDOM) herausgegeben.